# Maryline Nakache
Pour les articles homonymes, voir Nakache.
Maryline Nakache, née le 7 septembre 1984 à Marseille, est une coureuse d'ultra-trail française. Elle est championne de France de trail long 2018 et a notamment remporté le marathon des Sables et la TDS en 2023 .

## Biographie
Très sportive durant sa jeunesse, Maryline s'essaie à de nombreux sports, tels que la gymnastique, l'escrime, la natation ou encore la boxe française sans trouver son bonheur. Elle effectue ensuite ses études et décroche un doctorat en science des matériaux puis obtient un poste chez Thales. Aujourd'hui elle s'est reconvertie professionnellement dans le coaching en sport et nutrition, ses deux passions. En 2015, elle est initiée au trail par un ami et se passionne pour ce sport,.
Elle enchaîne les victoires régionales en 2017 et se révèle sur la scène nationale en 2018. Le 14 juillet, elle s'élance sur la Sky Race Montgenèvre qui accueille les championnats de France de trail long. Prenant un départ prudent, elle voit les favorites Lucie Jamsin et Claire Mougel se disputer la tête de course. Mais tandis que Lucie abandonne, Maryline parvient à doubler ses adversaires et à revenir sur les talons de Claire. Tandis que cette dernière lève le pied, Maryline passe en tête et creuse l'écart de peur de voir ses adversaires la rattraper. Elle parvient à s'imposer à la surprise générale, remportant le titre. Deux semaines plus tard, elle domine la 6000D et s'impose en 7 h 33 min 32 s au terme d'une course en solitaire, devançant de trente minutes sa plus proche rivale.
Le 13 mars 2019, elle prend le départ de l'Éco-Trail de Paris Île-de-France qu'elle remporte en 6 h 54 min 47 s. En octobre, elle participe au Challenge de l'Atlas. Elle s'impose sur le marathon puis sur le 26 kilomètres pour remporter l'épreuve en signant un nouveau record féminin en 9 h 2 min 23 s.
Le 4 juin 2021, elle s'élance sur le Tenerife Bluetrail qu'elle mène de bout en bout. Elle s'impose en 14 h 36 min 26 s avec plus d'une demi-heure d'avance sur sa compatriote Claire Bannwarth.
Le 19 mars 2022, elle domine l'Éco-Trail de Paris Île-de-France et remporte sa seconde victoire en 6 h 44 min 7 s, devançant de plus de vingt minutes sa plus proche poursuivante.
En avril 2023, elle remporte le marathon des Sables, profitant du coup de chaleur de sa rivale Ragna Debats lors de l'étape longue. Le 28 août, elle s'élance au départ de la TDS. Elle voit Fiona Porte dominer la première moitié de course mais cette dernière souffre en seconde partie et baisse son allure. Maryline Nakache poursuit sur son rythme et parvient à s'emparer de la tête de course. Elle s'impose en 23 h 37 min 57 s avec une demi-heure d'avance sur Fiona Porte.

## Palmarès
| no  | féminin            | Course                                  | Longueur | Départ            | Temps            |
| --- | ------------------ | --------------------------------------- | -------- | ----------------- | ---------------- |
| 3e  | Médaille d'or      | Trail de la Vésubie 45 km               | 43 km    | 27 août 2017      | 6 h 38 min 57 s  |
| 89e | Médaille de bronze | Trail du Ventoux                        | 48 km    | 18 mars 2018      | 5 h 17 min 35 s  |
| 35e | Médaille de bronze | Maxi-Race du Lac d'Annecy               | 84 km    | 26 mai 2018       | 11 h 48 min 28 s |
| 25e | Médaille d'or      | Championnat de France de trail long     | 66 km    | 14 juillet 2018   | 8 h 37 min 21 s  |
| 22e | Médaille d'or      | 6000D                                   | 65 km    | 28 juillet 2018   | 7 h 33 min 32 s  |
| 8e  | Médaille d'or      | Serre Che Trail - Grand Tour des Cerces | 50 km    | 16 septembre 2018 | 7 h 9 min 25 s   |
| 36e | Médaille de bronze | Grand Trail des Templiers               | 78 km    | 21 octobre 2018   | 8 h 22 min 20 s  |
| 25e | Médaille d'or      | Éco-Trail de Paris Île-de-France        | 80 km    | 16 mars 2019      | 6 h 54 min 47 s  |
| 5e  | Médaille d'argent  | Madeira Island Ultra-Trail Marathon     | 42 km    | 24 avril 2019     | 4 h 32 min 10 s  |
| 26e | Médaille de bronze | 90 km du Mont-Blanc                     | 93 km    | 28 juin 2019      | 13 h 46 min 37 s |
| 22e | Médaille d'or      | Montreux Trail Festival - MXAlps        | 54 km    | 27 juillet 2019   | 7 h 11 min 47 s  |
| 41e | 5e                 | CCC                                     | 98 km    | 30 août 2019      | 12 h 57 min 25 s |
| 4e  | Médaille d'or      | Challenge de l'Atlas                    | 68 km    | 5 octobre 2019    | 9 h 2 min 25 s   |
| 14e | Médaille d'or      | Transgrancanaria Advanced               | 65 km    | 7 mars 2020       | 6 h 57 min 59 s  |
| 14e | Médaille de bronze | Montreux Trail Festival - MXtreme       | 111 km   | 25 juillet 2020   | 17 h 22 min 16 s |
| 19e | Médaille d'or      | Transgrancanaria Advanced               | 63 km    | 27 février 2021   | 6 h 32 min 24 s  |
| 10e | Médaille d'or      | Tenerife Bluetrail                      | 105 km   | 4 juin 2021       | 14 h 36 min 25 s |
| 5e  | Médaille d'argent  | Montreux Trail Festival - MXAlps        | 70 km    | 24 juillet 2021   | 9 h 58 min 55 s  |
| 42e | 6e                 | Ultra-Trail du Mont-Blanc               | 170 km   | 27 août 2021      | 26 h 40 min 48 s |
| 48e | 6e                 | Grand Trail des Templiers               | 80 km    | 24 octobre 2021   | 8 h 45 min 50 s  |
| 14e | Médaille de bronze | Ultra-trail Cape Town                   | 100 km   | 27 novembre 2021  | 12 h 27 min 6 s  |
| 17e | Médaille d'or      | Éco-Trail de Paris Île-de-France        | 80 km    | 19 mars 2022      | 6 h 44 min 7 s   |
| 9e  | Médaille d'or      | Ultra-Trail Harricana du Canada - 80K   | 78 km    | 10 septembre 2022 | 9 h 8 min 6 s    |
| 10e | Médaille d'or      | BioTrail 23 km                          | 23 km    | 12 mars 2023      | 2 h 1 min 40 s   |
| 25e | Médaille d'argent  | Éco-Trail de Paris Île-de-France        | 80 km    | 18 mars 2023      | 7 h 3 min 59 s   |
| 11e | Médaille d'or      | Marathon des Sables                     | 250 km   | 23-29 avril 2023  | 27 h 2 min 17 s  |
| 35e | Médaille d'argent  | Lavaredo Ultra Trail                    | 120 km   | 23 juin 2023      | 15 h 43 min 20 s |
| 21e | Médaille d'or      | TDS                                     | 145 km   | 28 août 2023      | 23 h 37 min 57 s |
| 60e | Médaille de bronze | SaintéLyon                              | 78 km    | 2 décembre 2023   | 7 h 18 min 33 s  |
| 32e | Médaille d'or      | Trail Nivolet Revard                    | 58 km    | 5 mai 2024        | 6 h 45 min 52 s  |
| 19e | Médaille de bronze | Mozart 100                              | 104 km   | 1er juin 2024     | 12 h 52 min 32 s |
| 4e  | Médaille d'or      | Ultrariege                              | 107 km   | 20 juillet 2024   | 16 h 3 min 56 s  |
| 36e | Médaille d'argent  | Diagonale des Fous                      | 175 km   | 17 octobre 2024   | 33 h 1 min 19 s  |
| 4e  | Médaille d'or      | Marathon des Sables                     | 250 km   | 6-12 avril 2025   | 23 h 57 min 20 s |
| 4e  | Médaille d'or      | Québec Méga Trail 135                   | 137 km   | 4 juillet 2025    | 19 h 11 min 41 s |